# Patinage sur glace

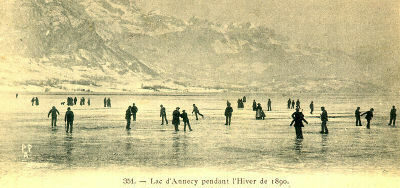
Individus patinant sur le lac d'Annecy gelé en 1891.

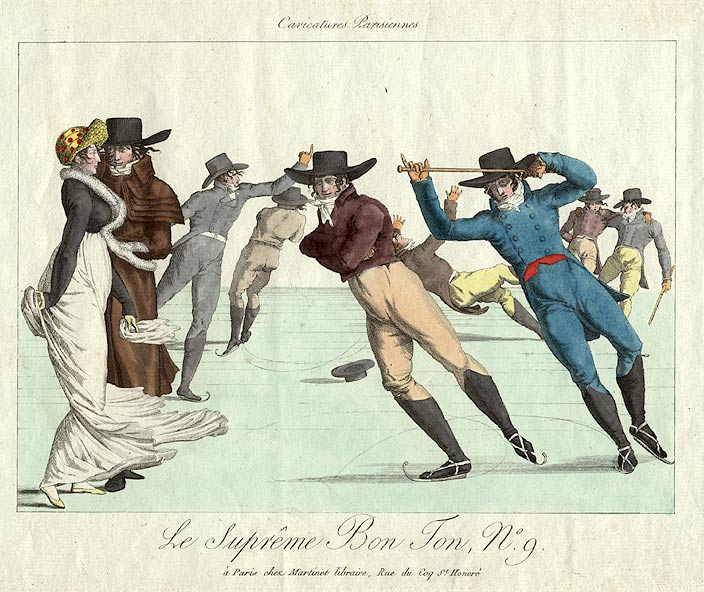
Patinage sur glace. Caricature parisienne, v. 1810-1815.

Le patinage sur glace est une pratique de loisir ou sportive consistant à glisser par l'utilisation de patins à glace , soit sur une surface glacée (canaux, fleuves, lacs gelés ou patinoires).

## Histoire
Entre 1650 et 1750, le premier club de patinage sur glace apparaît en Écosse, l'Edinburgh Skating Club.
En France il reste réservé à une élite : Marie-Antoinette glisse sur les plans d'eau du château de Versailles, tout comme, plus tard, Napoléon III et l'impératrice Eugénie.

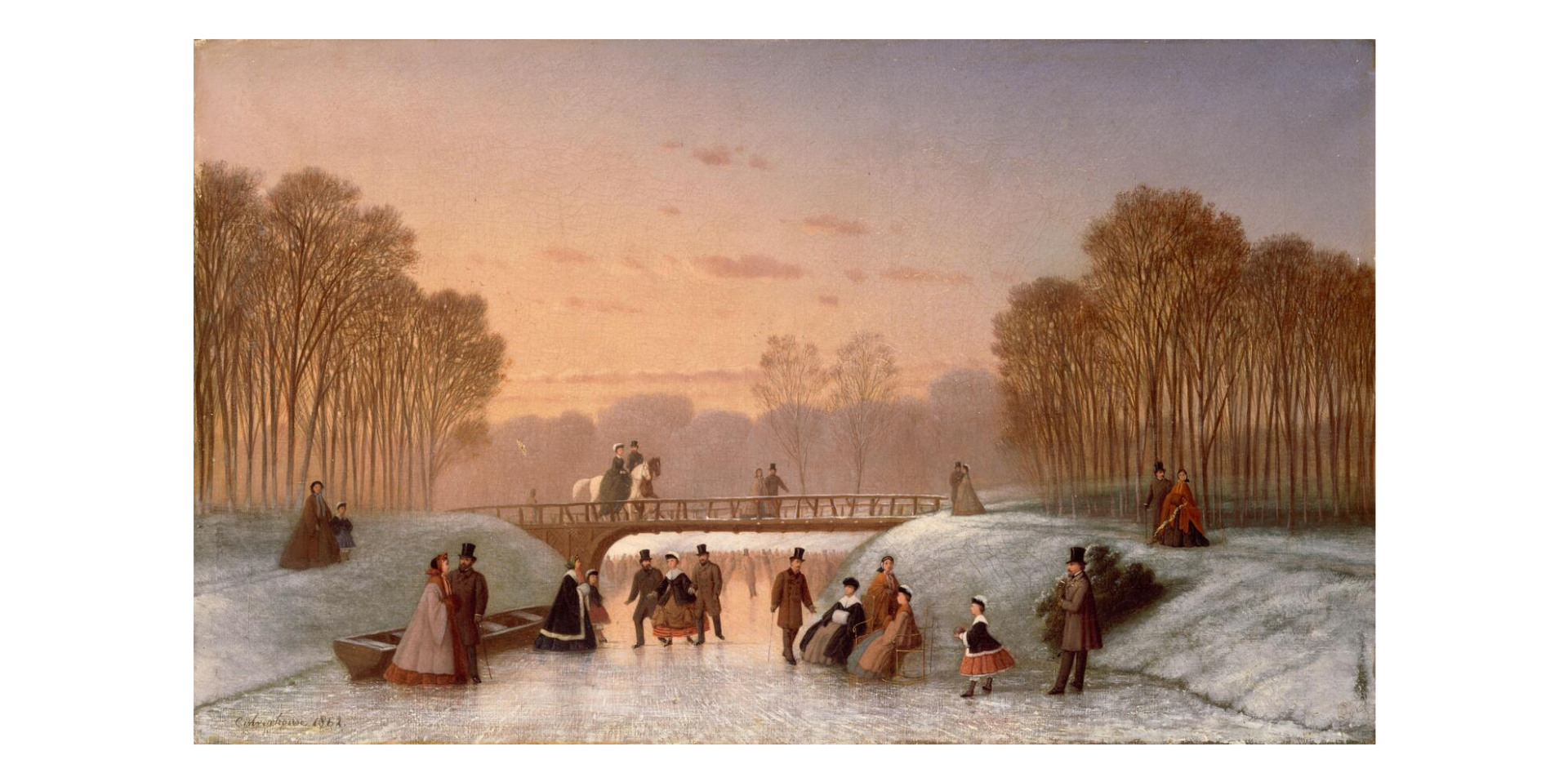
Johan-Mengels Culverhouse, Napoléon III et l’impératrice Eugénie patinant sur le lac du Bois de Boulogne, 1862.

Les colons hollandais et anglais exportent le patinage aux États-Unis, où le premier club naît en 1849 à Philadelphie.
En 1876, à Londres, apparaît la première patinoire artificielle et dès 1850, on fabrique en série des lames de patin en acier. Le patinage sur glace connait alors un développement important.
Les premières compétitions de patinage artistique furent organisées dans les années 1880 et l'union internationale de patinage fut créée en 1892. En 1896 se déroulent les premiers championnats du monde de patinage à Saint-Pétersbourg.
Le patinage de vitesse et le patinage artistique figurent au programme des premiers Jeux Olympiques d'hiver à Chamonix en 1924.
Le patinage comique a été développé aux Etats-Unis dans les années 1930, dans le cadre des Ice Follies, et notamment par les artistes d’origine suisse Frick et Frack.

## Compétitions
Aux jeux olympiques d'hiver, le patinage recouvre trois grandes disciplines, régies par l'Union internationale de patinage (ISU en anglais) :
- le patinage artistique, seul ou en couple, dont le but est de réaliser des figures sur la glace en suivant un accompagnement musical ;
- le patinage de vitesse sur piste courte ;
- le patinage de vitesse.